# Луговський Володимир Іванович
Луговський Володимир Іванович (18 квітня 1929, Линовиця — 19 лютого 2005, Київ) — радянський і український кінорежисер, письменник.

## Біографія
Народився 18 квітня 1929 р. у селі Линовиця, нині смт, Прилуцький район Чернігівської області, Україна в родині бухгалтера Івана Гавриловича (уроджений 31 січня 1886 р. у Бобровиці) та Прасков'ї Матвіївни. З народження жив у селі Бобровиця Чернігівської області на вулиці Калініна, 42.
1943 року поїхав вчитись у Ніжинське училище культури й мистецтв імені Марії Заньковецької.
1950 року переїхав до Києва. Більшу частину свого життя прожив на Русанівці. Закінчив Київський інститут театрального мистецтва ім. І. Карпенка-Карого (1955).
З 17 лютого по 6 квітня 1955 року був режисером драми «Останній сигнал» Івана Гайдаєнка в Сумському музично-драматичному театрі ім. Щепкіна.
У 1960-х працював на Київській кіностудії Довженка у Михайла Верхацького.
У 1970-х працював на студії Укртелефільм.
У 1990-х викладав на Київському національному університеті культури і мистецтв.

Володимир Луговський (зліва) та Сергій Параджанов (по середині)

Разом з Сергієм Параджановим був режисером фільму «Тіні забутих предків» (1964).
Поставив фільми:
- «Ця тверда земля» (1967)
- «На зорі туманної юності» (1970, т/ф)
- чотирисерїйний «Невідомий, якого знали всі» (1973)
- «Дивитися в очі» (1975)
- «Я знімаю геніальний фільм» (1991)
- «Людина з нашого оркестру» (К., 1973)[4],
- «И пока ты живёшь. Повесть и рассказы» (рос.) (М., 1979)
- «Недокопана криниця» (К., 1984)[5],
- «Глорія Дей» (К., 1988)[6], нарису про Параджанова
- «Невідомий маестро» (Київ: Академія, 1998)[7].

Член Національної спілки кінематографістів України.
Його дружиною була Соколова Інна Борисівна, котра померла 27 мая 2004 року.
Виховував сина Андрія Луговського від першого шлюбу.
Помер 19 лютого 2005 року, менше ніж рік після смерті дружини. Похований на Байковому цвинтарі.

## Творчість

Тіні забутих предків

### Фільмографія

#### 1964Тіні забутих предків
Український художній фільм, екранізація однойменної повісті Михайла Коцюбинського. Зйомки фільму здійснювалися в справжніх гуцульських хатах та околицях села Криворівня Верховинського району Івано-Франківської області.
Фільм отримав 39 міжнародних нагород, 28 призів на кінофестивалях (із них — 24 гран-прі) у двадцять одній країні:
- Друга премія Міжнародного кінофестивалю у Мар-дель-Плата, Аргентина, 1965;

- Кубок Міжнародного кінофестивалю у Римі, Італія, 1965;
- Премія Британської кіноакадемії за найкращий закордонний фільм 1966;
- Спеціальна премія за талановитий пошук і новаторство Всесоюзного кінофестивалю у Києві, 1966;
- Золота медаль за режисуру Міжнародного кінофестивалю у Салоніках, Греція, 1966;
- Почесний диплом Міжнародного кінофестивалю у Мельбурні, Австралія, 1967.

Фільм став не лише лауреатом понад сотні міжнародних кінофестивалів, але й актом відродження слави українського духу, збудником української ідеї.

Ця тверда земля

#### 1967 Ця тверда земля
Льотчик-випробувач приїхав у рідне село розчарованим, морально травмованим, фізично виснаженим. Зустріч з дорогими йому людьми, милими серцю місцями, дотик до рідної землі відроджують його і повертають сили й впевненість у собі.

#### 1970 На зорі туманної юності
Фільм за оповіданням Андрія Платонова («Укртелефільм»; сценаристи: Р. Фурман, А. Красильщиков).

#### 1972 Невідомий якого знали всі
Головний герой картини — чоловік, в роки Великої Вітчизняної війни який брав участь у київському підпіллі, і звинувачений потім у співпраці з гестапо. Він доводить свою невинність і викриває справжнього зрадника Батьківщини.

#### 1975 Дивитися в очі
Фільм про трудові будні сучасного Донбасу.

#### 1991 Я знімаю геніальний фільм
Документальна стрічка про роботу над «Тінями забутих предків».

### Літературні твори

Людина з нашого оркестру

#### 1973 Людина з нашого оркестру
На далекому азовському півострові в рибальському селищі Казантип працює творча група однієї з кіностудій. Йдуть зйомки нового фільму. Про те, як знімається кіно, про творців цього виду мистецтва розповідається в повісті. Герой твору Лесь Чугай, людина обдарована, сердечна, закохана в кіно, переживає й щасливі хвилини творчого піднесення, й розчарування. Переборюючи труднощі, він неухильно йде до мети, зростає як мистецька особистість, як активний громадянин.  

Повість та оповідання

#### 1979 И пока ты живёшь. Повесть и рассказы

Недокопана криниця

- Птах Фенікс
- Клен осиротілий
- Ковток живої води
- Костюм до свята
- Відголоски
- Згасла зірка Парижа
- І поки Ти живеш…
- Грона білої акації
- Прокоша

#### 1984 Недокопана криниця
У романі йдеться про становлення Радянської влади на визволених землях західних областей України, про події, пов'язані з початком фашистської навали, ненависть місцевого населення до окупантів та їх поплічників.
Всього двадцять місяців прожили гуцули під захистом Радянської влади перед Великою Вітчизняною війною. Перед кожним з персонажів твору постає нелегке питання: з ким ти? Який шлях обрав? За що будеш боротися? У романі ми не бачимо палаючих ешелонів, не рвуться склади з пальним, але, вслухаючись у біль гуцулів та їх ненависть до фашистів, переконуєшся — горяни раз і назавжди зробили свій вибір: краще смерть, ніж зневолення.

#### 1988 Глорія Дей

Глорія Дей — це прекрасна троянда, а герой однойменної повісті колишній солдат Демид зовсім не кохався у квітах. У немолоді уже літа доля подарувала йому доньку, яка стала для нього головним і єдиним символом життя… Також до книги ввійшли інші твори: нелегко подолати суперечність власної душі молодому матросові Башуку з повісті "Збентеженість", крізь усе життя несе тягар скоєного злочину головний герой `Спокути`, стоїть перед випробуванням самотністю актриса з повісті "І поки ти живеш…"

#### 1998 Невідомий Маестро
Володимир Луговський працював з Сергієм Параджановим у фільмі «Тіні забутих предків». Автор близько знав його протягом десяти років, тому наважився опублікувати деякі маловідомі матеріали, що стосуються особистого життя Маестра. Цікаві тут розкадровки, зроблені рукою самого Параджанова до фільму.

Глорія Дей